# امبراطورية الثروة: التاريخ الملحمي للقوة الاقتصادية الأمريكية (كتاب)
يدرس كتاب إمبراطورية الثروة التاريخ الملحمى للقوة الاقتصادية الأمريكية، يعرض تاريخ الولايات المتحدة الأمريكية لوصولها إلى القوة الحالية عبر سرد نسيج المغامرة بالتحدي,بدا من الثورة الأمريكية إلى الاستقلال إلى الكساد العظيم والاختراعات إلى الوصول إلى التقنيات العالية والانترنت مطلع الالفية الثانية ويتحدث عن عناصر القوة الأمريكية عبر السنين. ويتحدث الكاتب عن ثرواتها وتوزعها وانها اساس قوة أمريكا.
صدر الكتاب لمؤلفه جون ستيل جوردون عام 2005، وصدر الكتاب في جزئين عن سلسلة عالم المعرفة الصادرة عن الكويت في العددين 357 و 358 في شهر نوفمبر و ديسمبر 2008 ومترجم الكتاب محمد مجد الدين باكير

## وصلات خارجية
- عرض للكتاب عل موقع الجزيرة نت